# Allioideae
Allioideae Herb., 1837 è una sottofamiglia di piante angiosperme monocotiledoni della famiglia Amaryllidaceae introdotta dalla classificazione APG III (2009). Comprende specie che la classificazione tradizionale (Sistema Cronquist, 1981) inquadrava tra le Liliaceae.

## Descrizione
Questa sottofamiglia comprende piante erbacee, il più delle volte munite di bulbo, talvolta di rizoma. I fiori, simmetrici hanno ovario supero e formano un'infiorescenza ad ombrella. Il frutto è a capsula.

## Distribuzione e habitat
La sottofamiglia ha una distribuzione cosmopolita, a prevalenza nelle regioni temperate e subtropicali.
La tribù Allieae è ampiamente distribuita nell'emisfero settentrionale, la tribù Tulbaghieae è endemica dell'Africa australe, mentre le tribù Leucocoryneae e Gilliesieae sono diffuse in Sud America.

## Tassonomia
Secondo la classificazione tradizionale (Sistema Cronquist), tutte le allioideae erano inserite nella famiglia delle Liliaceae, mentre la Classificazione APG II le ha collocate in una famiglia a sé stante (Alliaceae).
La Classificazione APG III ha declassato il raggruppamento al rango di sottofamiglia (Allioideae) della famiglia Amaryllidaceae e tale collocazione è confermata dalla più recente classificazione APG IV.
La sottofamiglia è suddivisa nelle seguenti tribù:
- Tribù Allieae Dumort., 1827
  - Allium L., 1753
- Tribù Leucocoryneae Ravenna, 2001
  - Ipheion Raf., 1837
  - Latace Phil.
  - Leucocoryne Lindl., 1830
  - Nothoscordum Kunth, 1843
  - Tristagma  Poepp., 1833
- Tribù Gilliesieae Baker
  - Gilliesia Lindl.
  - Miersia Lindl.
  - Schickendantziella Speg.
  - Trichlora Baker
- Tribù Tulbaghieae Endl. ex Meisn., 1842
  - Tulbaghia L.